# Al-Kana’is
Al-Kana’is (arab. الكنائس) – wieś w Syrii, w muhafazie Hama. W 2004 roku liczyła 481 mieszkańców.